# Vicente de Paulo de Oliveira Vilas-Boas
Vicente de Paulo de Oliveira Vilas-Boas (Rio de Janeiro, 19 de julho de 1790) foi um militar e político brasileiro.

## Vida
Filho de Joaquim de Oliveira e de Maria Weingartner.

## Carreira
Foi deputado à Assembleia Legislativa Provincial de Santa Catarina na 2ª legislatura (1838 — 1839), e na 3ª legislatura (1840 — 1841), porém não assumiu o cargo por estar lutando contra os farroupilhas em Laguna.
Foi condecorado como cavaleiro da Imperial Ordem da Rosa, por decreto de 14 de março de 1860.